# Germanofobija
Germanofobija ili Antigermanizam je oblik oštrog neslaganja s politikom ili mržnje prema Nijemcima i Njemačkoj. 
I danas je proširena samo u daleko manjoj mjeri nego u prošlosti u nekim susjednim zemljama Njemačke, osobito u Francuskoj, Češkoj, Velikoj Britaniji i Poljskoj. U prošlosti je bio i jedan od instrumenta propagande u Sovjetskim Savezu. 
To je donekle bila reakcija na događaje iz vremena Drugog svjetskog rata.
Povezanost između Nijemačke i Francuske od prije rata i međuratnog razdoblja bila je umjerena, a poboljšana suradnja kroz poslijeratnu obnovu (npr. kroz Elizejski ugovor iz godine 1963.) predstavljao je začetak Europske unije.

## Vanjske poveznice
- Slobodna Dalmacija: Francuzi i Hrvatska:Korijeni jedne etnofilije